# Форбс Коуен
Форбс Коуен — (англ. Forbes Cowan, нар. 16 жовтня 1964, Кілвіннінґ, Північний Ершир, Шотландія) — колишній шотландський стронгмен, переможець змагань Найсильніша Людина Європи та Найсильніша Людина Шотландії.

## Життєпис
Народився 16 жовтня 1964 року в місті Кілвіннінґ, Північний Ершир, Шотландія. Кар'єру стронгмена почав в травні 1990 року з перемоги у змаганні Найсильніша Людина Кілвіннінґа.
У 1991 році він повторив своє досягнення і його кар'єра почала стрімко зростати. Того ж року він виграв титул Найсильнішої Людини Шотландії та звання Найсильнішої Людини Європи, посівши перше місце разом Гері Тейлором. У 1993 році він виграв Британське Змагання Сили М'язів та звання Найсильнішої Людини Британії що йому дало змогу представляти Британію на змаганнях за звання Найсильнішої Людини Світу 1993 в місті Оранж, Франція.
У 1993 і 1994 роках він посів четверте місце у гонитві стронгменів за перше місце у Світовій Силі М'язів. У 1995 дійшов до другого а 1996 виграв престижний турнір. Також виграв змагання Європейська Сила М'язів, де звання чемпіона також обстоював Магнус вер Магнуссон.
У 1994 році його було запрошено на змагання за звання Найсильнішої Людини Світу до Південної Африки. Саме того року він створив справжню сенсацію, перемігши у кваліфікаційному змаганні серед багатьох відомих стронгменів, зокрема Гері Тейлора. Саме під час Найсильнішої Людини Світу Форбс отримав травму плеча однак продовжив змагатися і закінчив п'ятим у загальному заліку.

## Кар'єра актора
У 2000 році знімкувався у відомому фільмі Гладіатор як каскадер.